# Polytrichopsida
Polytrichopsida, razred mahovnjača koji čini dio poddivizije Bryophytina. Sastoji se od tri priznata reda.

## Sistematika
- ordo: Oedipodiales Goffinet & W.R. Buck
- ordo: Polytrichales Cavers
- ordo: Tetraphidales Cavers